# سد كوروبي
سد كوروبي (باليابانية: 黒部ダム) أو سد كورويون (باليابانية: 黒四ダム) هو سد قوسي متغير نصف القطر، يبلغ ارتفاعه 186 مترًا ويبلغ سعة خزانه حوالي مليوني متر مربع. يقع على نهر كوروبي في محافظة توياما باليابان. وهو أطول سد في اليابان، ويدعم محطة كوروبي رقم 4 للطاقة الكهرومائية بقدرة 335 ميجاوات وهو مملوك لشركة كانساي للطاقة الكهربائية. بدأ بناء السد في عام 1956، ولكنه واجه العديد من النكسات، بما في ذلك مشاكل المياه الجوفية والانهيارات الأرضية. وتم الانتهاء منه أخيرًا في عام 1963 بتكلفة إجمالية قدرها 51.3 مليار ين. وقد أودى المشروع بحياة 171 شخصًا عند اكتماله.